# Huelga ferrocarrilera mexicana de 1959
La huelga ferrocarrilera o movimiento ferrocarrilero de 1959 de México fue un movimiento laboral que estalló el 25 de febrero de 1959. Fue un conflicto laboral que heredó el gobierno entrante de Adolfo López Mateos del presidente saliente Adolfo Ruiz Cortines.
Un movimiento fundamental en la historia de la participación social en el país norteamericano es el de los ferrocarrileros de 1959. Demetrio Vallejo y Valentín Campa, militantes de organizaciones políticas de izquierda, exigieron mejores condiciones de vida para los trabajadores, lo que generó un movimiento nacional que se proponía dignificar la labor en los rieles.
El 25 de febrero estalló la huelga por mejores condiciones de trabajo, la respuesta del presidente López Mateos no se hizo esperar y más de nueve mil ferrocarrileros fueron despedidos y centenares fueron asesinados encerrados en prisión. Fue la primera manifestación a un gobierno que se cerraba a otras expresiones que no proviniesen de las alianzas del Partido Revolucionario Institucional.

## La huelga
En febrero de 1958, la sección 15 del Distrito Federal (hoy Ciudad de México) del sindicato de ferrocarrileros lanzó una iniciativa para integrar una comisión por aumento de salario.
El 21 de mayo, el gerente de Ferrocarriles Nacionales pidió a la asamblea un plazo de 60 días para resolver, regresando los delegados a sus lugares de origen. Mientras, en la capital, los ferrocarrileros se inconformaron e hicieron un motín. En Matías Romero, Tonalá, Tierra Blanca y Veracruz la protesta fue mayor. 
En el estado de Veracruz se elaboró el plan del sureste, mismo que hablaba de rechazar la propuesta de 200 pesos propuesta por los comités ejecutivos, apoyar el aumento de 350 pesos propuesto por la comisión pro aumento general de salarios, destituir los comités ejecutivos locales por pactar y realizar paros escalonados hasta hacer un paro total de no llegar a un acuerdo satisfactorio.
El primer comité ejecutivo depuesto fue Matías Romero, siendo nombrado Demetrio Vallejo asesor, negándo rotundamente a intervenir para la solución del problema, en reunión con Samuel Ortega, quien era secretario general nacional del sindicato.
El 26 de junio se iniciaron los paros de labores por 2 horas. En las tardes se realizaban asambleas, en las que Demetrio pasó a integrar el comité ejecutivo de la comisión pro-aumento de salarios. Al día siguiente, el paro fue de 4 horas. Desde el 29 de junio, los paros fueron de 6 horas. El 1 de julio, el presidente Ruiz Cortines ofreció un aumento de 215 pesos, aceptando los ferrocarrileros la propuesta.
La solución del conflicto se logró sin la intervención de los representantes sindicales oficiales. Samuel Ortega, entonces, desató una campaña contra la subversión. Como consecuencia, la gran comisión propuso realizar la VI Convención Nacional Extraordinaria del sindicato, renunciando Ortega el 8 de julio.
El 12 de julio se inició la VI Convención, en la que Demetrio Vallejo resultó elegido secretario general. Dos días después, Salvador Quesada se erigió como líder contrario a las ideas de Vallejo; amenazando los delegados de la Convención con realizar paros si el gobierno negaba el reconocimiento de Vallejo. Concluyeron en que los paros se iniciarían el 31 de julio y serían escalonados; empezando con paros de 2 horas. Ese mismo día, la Secretaría del Trabajo declaró ilegal la elección hecha por la convención, pidiendo Quesada el 1 de agosto, la represión de los paros ilegales.
A pesar de ello, los ferrocarrileros se mantuvieron firmes en sus ideas. El 4 de agosto, los telegrafistas y maestros se declararon en huelga de solidaridad. Los petroleros de las secciones 34 y 35 realizaron paros parciales y la Secretaría del Trabajo decidió convocar a elecciones generales, en las que finalmente Demetrio Vallejo obtuvo 59 759 votos y su opositor 9. Con la llegada de Vallejo, los empresarios y políticos desataron una campaña en contra de él, acusándolo de ser agente del comunismo y traidor a la patria, ya que, argumentaban, quería derrocar al gobierno.
El 1 de septiembre comenzó la represión, cuando la policía ocupó los locales sindicales, deteniendo a todos sus ocupantes. Demetrio llamó, entonces, al paro total de actividades, estallando esa misma noche. Ante las acciones tomadas por los trabajadores, la empresa amenazó con el despido y el gobierno envió tropas con el argumento de proteger a los obreros que querían trabajar. Poco después, la PGR señalaría que se impondría todo el peso de la ley contra los agitadores, siendo cientos de ferrocarrileros arrestados y despedidos.
En diciembre de 1958, el sindicato planteó a la empresa la revisión del contrato colectivo, sin embargo, la empresa negó todas sus peticiones alegando que los ferrocarrileros llevarían a cabo actos de sabotaje. Ante esto, la huelga ferrocarrilera fue declarada inexistente y el sindicato propuso un arreglo que se aceptó. 
Finalmente, la CTM intensificó los ataques contra Vallejo acusándolo de comunista, negándose de nueva cuenta, la empresa a cumplir los acuerdos. El sindicato, de forma precipitada decidió estallar nuevas huelgas el 25 de marzo, en plena Semana Santa y en miércoles, declarándolas inexistentes la Junta de Conciliación y Arbitraje. 
Con ello, la empresa procedió a despedir trabajadores y a lanzarlos, junto con sus familias, de los campamentos. Muchos otros trabajadores fueron detenidos, proponiendo el gobierno a Vallejo la suspensión de los paros. Ante esto, Demetrio señaló que el suspendería los paros si la empresa suspendía los despidos, reinstalaba a los trabajadores y se liberaba a los detenidos, por lo que no hubo acuerdo. Con la detención de Demetrio Vallejo, la represión del gobierno fue muy severa, pues 9 mil ferrocarrileros fueron despedidos, muchos otros detenidos, golpeados y los locales sindicales fueron ocupados por la policía y el ejército.
Con todo y este problema, el 3 de abril continuaba el paro. Gilberto Rojo, quien era secretario de organización del sindicato, llamó el regreso al trabajo, el cual se hizo al poco tiempo, pero también Rojo fue aprehendido.
Demetrio y Valentín Campa estuvieron 10 años en prisión, hasta que fueron liberados por el movimiento de 1968. La derrota ferrocarrilera trajo considerables consecuencias, pues los maestros y petroleros, también fueron reprimidos en forma severa.